# Rhyacophila polha
Rhyacophila polha är en nattsländeart som beskrevs av Schmid 1970. Rhyacophila polha ingår i släktet Rhyacophila och familjen rovnattsländor. Inga underarter finns listade i Catalogue of Life.